# Julia Bertschik
Julia Bertschik (* 1964) ist eine deutsche Literatur- und Kulturwissenschaftlerin und Privatdozentin an der Freien Universität Berlin (FU). 

## Vita
Sie studierte Germanistik, Theaterwissenschaft und Kunstgeschichte in Erlangen und Berlin (FU), erlangte 1990 ihr Magisterexamen und promovierte 1993. Ihre Habilitation schrieb sie 2003. 
Von 1993 bis 1998 war sie wissenschaftliche Mitarbeiterin am Lehrstuhl für neuere deutsche Literatur an der FU. Seit 2003 ist sie dort Privatdozentin.
Darüber hinaus fungiert sie seit 2006 als Kuratorin der Berliner Literaturzeitschrift Belletristik.

## Publikationen
- Maulwurfsarchäologie. Zum Verhältnis von Geschichte und Anthropologie in Wilhelm Raabes historischen Erzähltexten. Tübingen: Niemeyer 1995 (Untersuchungen zur deutschen Literaturgeschichte 78). 270 S.
- Mode und Moderne. Kleidung als Spiegel des Zeitgeistes in der deutschsprachigen Literatur (1770–1945). Köln, Weimar und Wien: Böhlau 2005. 415 S., 57 Abb.